# Clemens Frömmel
Clemens Frömmel (* 23. Oktober 1874 in Neu-Ullersdorf, Mähren; † 1945 in Wien) war ein österreichischer Möbeldesigner.
Nach Besuch der Fachschule für Holzbearbeitung in Grulich arbeitete Frömmel ein Jahr als Zeichner und Vorarbeiter in einer Möbelfabrik. Von 1896 bis 1900 studierte er an der Wiener Kunstgewerbeschule, von 1904 bis 1906 war er dort als Lehrer tätig. Dazwischen arbeitete er von 1899 bis 1903 als Zeichner im zugehörigen Museum für Kunst und Industrie. Frömmels weitere Karriere verlief bruchlos: Über eine Anstellung an der Fachschule für Holzverarbeitung in Villach und 1914 eine Professur an der Kunstgewerbeschule Graz führte sie ins Unterrichtsministerium und Ende der 1920er Jahre ins Handelsministerium, wo Frömmel als Ministerialrat die kunstgewerbliche Erziehung unterstand.
Frömmel entwarf einfache, zweckmäßige Möbel, zum Teil nach britischen Vorbildern. In jungen Jahren war er auch als Illustrator und Textildesigner tätig.